# 加藤裕美
加藤裕美（1964年4月28日—），日本男性動畫師、人物設計師。出身於東京都八王子市。

## 人物簡介
高校畢業後進入日本動畫公司參加《世界名作劇場》系列和世界名作劇場之外作品的原畫、作畫監督。1992年的《大草原上的小天使 灌叢嬰猴》是他擔任人物設定的處女作。
1997年離開以後成為自由身，之後作為人物設定參加《天使不設防！》、《NEEDLESS》、《罪惡王冠》的等作品活躍。

## 主要參加作品

### 電視動畫
1980年代
- 嚕嚕米的各式各樣夢境之旅（1983年－1985年，動畫檢查）
- 愛的小婦人物語（1987年，原畫、動畫檢查）
- 小公子西迪（1988年，原畫）
- 彼得潘的冒險（1989年，原畫）

1990年代
- 長腿叔叔（1990年，原畫）
- 崔普一家物語（1991年，作畫監督、原畫）
- 大草原上的小天使 灌叢嬰猴（1992年，人物設定、作畫監督）[1]
- 風中少女 金髮珍妮（1992年－1993年，原畫）
- 小婦人物語 南與喬老師（1993年，原畫）
- 飛天少女豬（1994年，人物設定、作畫監督）[1]
- 少女革命（1997年，作畫監督、原畫）
- 天使不設防！（1999年，人物設定、作畫監督）[1]

2000年代
- 幽浮寶貝（2000年，原畫）
- ANGELIC LAYER 天使領域（2001年，作畫監督補）
- 妮嘉尋親記（2003年，原畫）
- GAD GUARD（2003年，作畫監督、原畫）
- 星夢美少女 嶄新之翼（2003年－2004年，作畫監督）
- 忘却的旋律（2004年，作畫監督、原畫）
- BECK（2005年，作畫監督）
- 我的太太是魔法少女（2005年，原畫、OP&ED原畫）
- 天國之吻（2005年，作畫監督、原畫）
- 獸爪（日语：ケモノヅメ）（2006年，原畫）
- 死亡筆記本（2007年，OP2作畫監督）
- 魍魎之匣（2008年，ED作畫監督）
- NEEDLESS（2009年，人物設定）
- 奇蹟少女KOBATO.（2009年，人物設定、原畫）

2010年代
- 魔法禁書目錄II（2010年，補間動畫師、總作畫監督、作畫監督、ED作畫監督、原畫）
- 罪惡王冠（2011年－2012年，動畫人物設定、作畫監督、OP2作畫監督）
- 八犬傳－東方八犬異聞－（2013年，人物設定、OP&ED總作畫監督）
- 幻想玩偶（2013年，動畫人物設定、總作畫監督）
- 進擊的巨人（2013年，原畫）
- 甲鐵城的卡巴內利（2016年，作畫監督）
- ID-0（2017年，動畫人物設定）
- 魔物娘的醫生（2020年，人物設定、總作畫監督）
- 月與萊卡與吸血公主（2022年，人物設定[2]、總作畫監督）
- 哥布林殺手II（2023年，人物設定）
- 破滅的王國（2023年，人物設定）
- 重生者的魔法一定要特別（2023年，人物設定）
- 為何我的世界被遺忘了？（2024年，人物設定）

### OVA
- CLAMP IN WONDERLAND2 1995〜2006（日语：CLAMP IN WONDERLAND）（2007年，人物設定、作畫監督）
- 四娘物語（2008年，OP作畫監督、ED作畫）
- 鎖鏈戰記 ～短篇動畫～（2014年，人物設定）

### 電影動畫
- 魔法提琴手（1996年，人物設定、作畫監督）[1]
- 短篇 笑園漫畫大王 THE ANIMATION（2001年，人物設定、作畫監督）[1]
- 6 ANGELS（日语：シックス・エンジェルズ）（2002年，人物設定、作畫監督）